# Andryala webbii
Andryala webbii là một loài thực vật có hoa trong họ Cúc. Loài này được Christ mô tả khoa học đầu tiên.